# Syndroom van Apert
Het syndroom van Apert of acrocefalosyndactylie is een aangeboren, erfelijke aandoening waarbij de schedelnaden te vroeg sluiten, het middendeel van het gezicht in groei achterblijft, en de vingers en tenen korter zijn en vaak samengegroeid. Daarnaast is er een aantal kenmerken die soms wel, soms niet voorkomen.
De aandoening is zeldzaam en komt bij ca. 1 op 180.000 geboorten voor, wat zou betekenen dat er per jaar gemiddeld 1 nieuw geval in Nederland optreedt (andere bronnen geven 1 op 60.000 op). De aandoening is dominant erfelijk, wat betekent dat patiënten die een kind krijgen de helft kans hebben het aan dat kind door te geven. Bij een kind van wie de ouders het niet hebben, gaat het om een nieuwe mutatie, en is de kans op herhaling bij een volgend broertje of zusje in principe niet verhoogd.
De Franse kinderarts Eugène Apert was de eerste die dit beeld beschreef. Naar hem is deze aandoening dan ook vernoemd.

## Oorzaak
De oorzaak is gelegen in een mutatie van een gen op chromosoom 10, FGFR2 (Fibroblast Growth Factor Receptor 2).
Het syndroom komt meer voor bij een gevorderde paternale leeftijd.

## Problemen
Een lichamelijk probleem is dat de voortijdige sluiting van de schedelnaden niet voldoende ruimte geeft voor het groeiende brein. Hiervoor zijn in het algemeen operaties nodig.
Een ander probleem is dat kinderen met de aandoening een zeer opvallend uiterlijk hebben dat sterk afwijkt van de norm. Dit kan gemakkelijk leiden tot isolatie, pesten, het vinden van een baan bemoeilijken, etc. Cosmetische chirurgie kan deze problemen gedeeltelijk ondervangen. De intelligentie is meestal normaal, tenminste als het brein nog geen schade heeft geleden.